# Embarcació

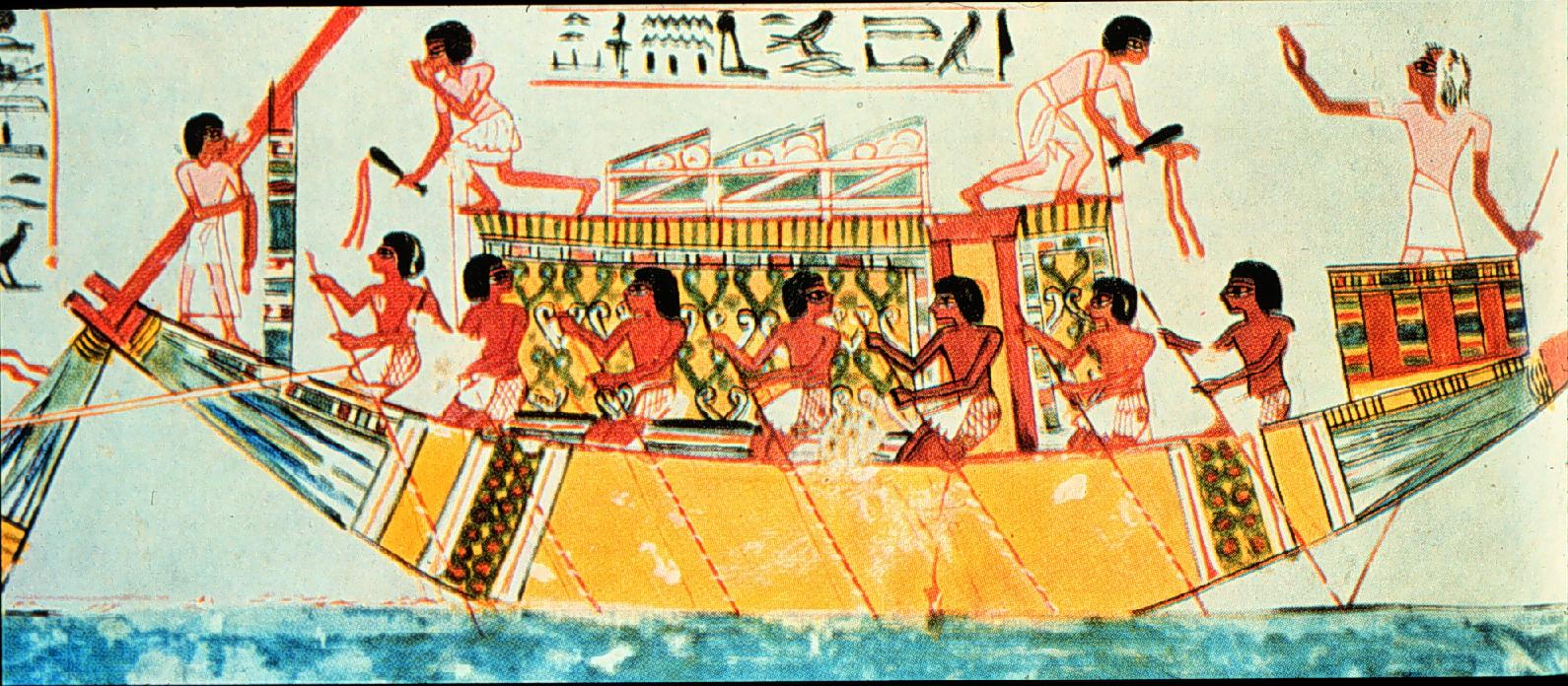
Imatge d'una embarcació en una tomba egípcia

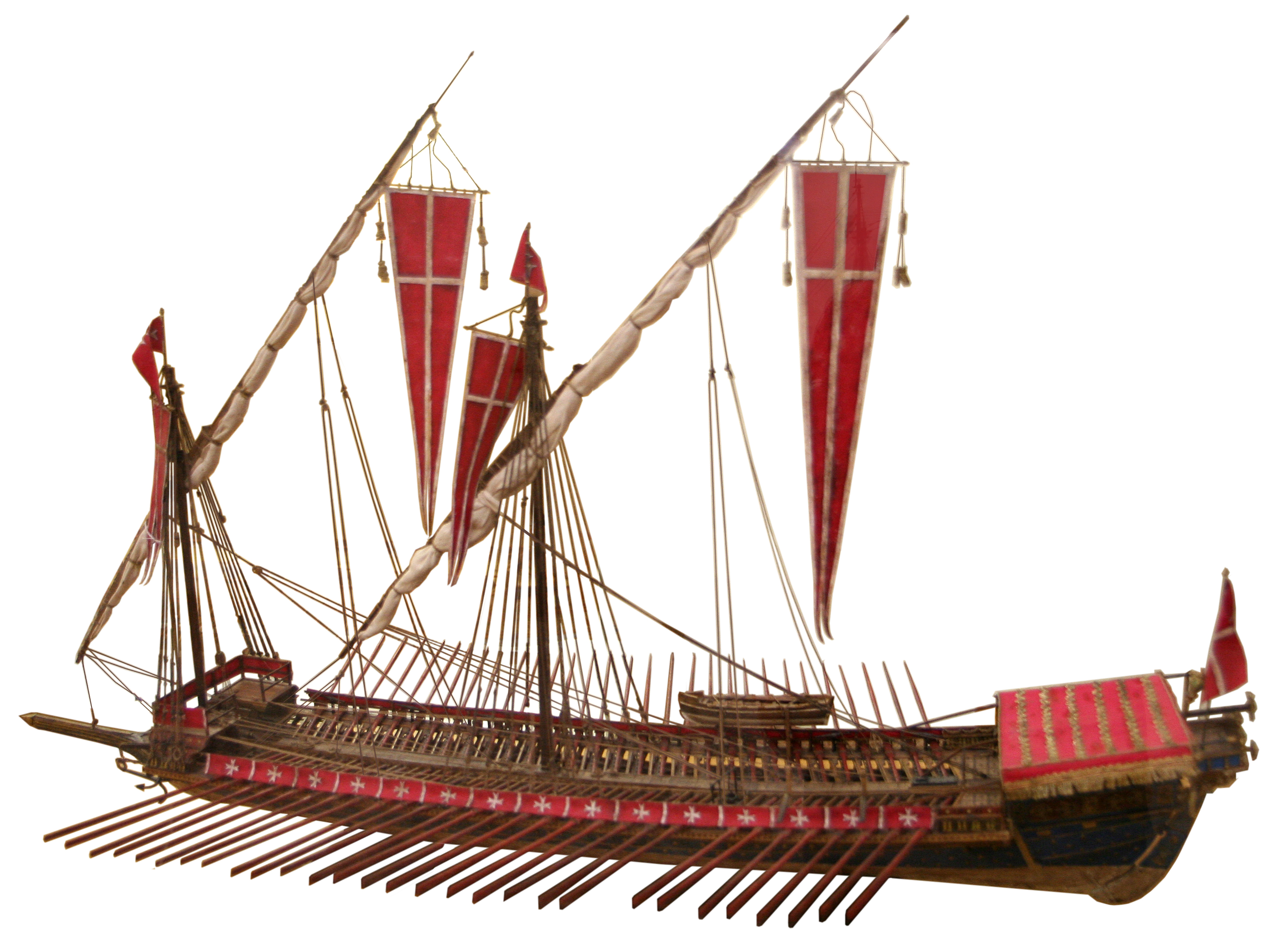
Galera

Una embarcació o nau és qualsevol construcció capaç de surar i de desplaçar-se per sobre de l'aigua gràcies a un sistema de propulsió. S'utilitza per al transport de persones o coses i per a desenvolupar activitats com la pesca o esports com la vela o el caiac. Les embarcacions poden ser grans o petites (anomenades, respectivament i de forma genèrica, vaixell i barca), de qualsevol material (fusta, metall, plàstics…) i propulsades per diversos sistemes (tracció humana per rems, vent, motors…). L'aigua sobre la qual es mouen pot ser la de llacs, rius, mars, etc. Embarcació és un terme general que designa qualsevol giny capaç de navegar.
El principi d'Arquimedes és el fonament que explica per què una embarcació no s'enfonsa: tot allò que sura és perquè desallotja un pes de líquid superior al seu propi pes; així, l'empenyiment és superior al pes i l'objecte sura. A partir d'aquí es desenvolupa el concepte de flotabilitat.
La millora de l'estanquitat en la construcció naval, el perfeccionament de les soldadures de metalls i els nous materials per a les juntes i aïllants va permetre que les embarcacions es desplacin també sota l'aigua, com els submarins o els anomenats amfibis.

## Història

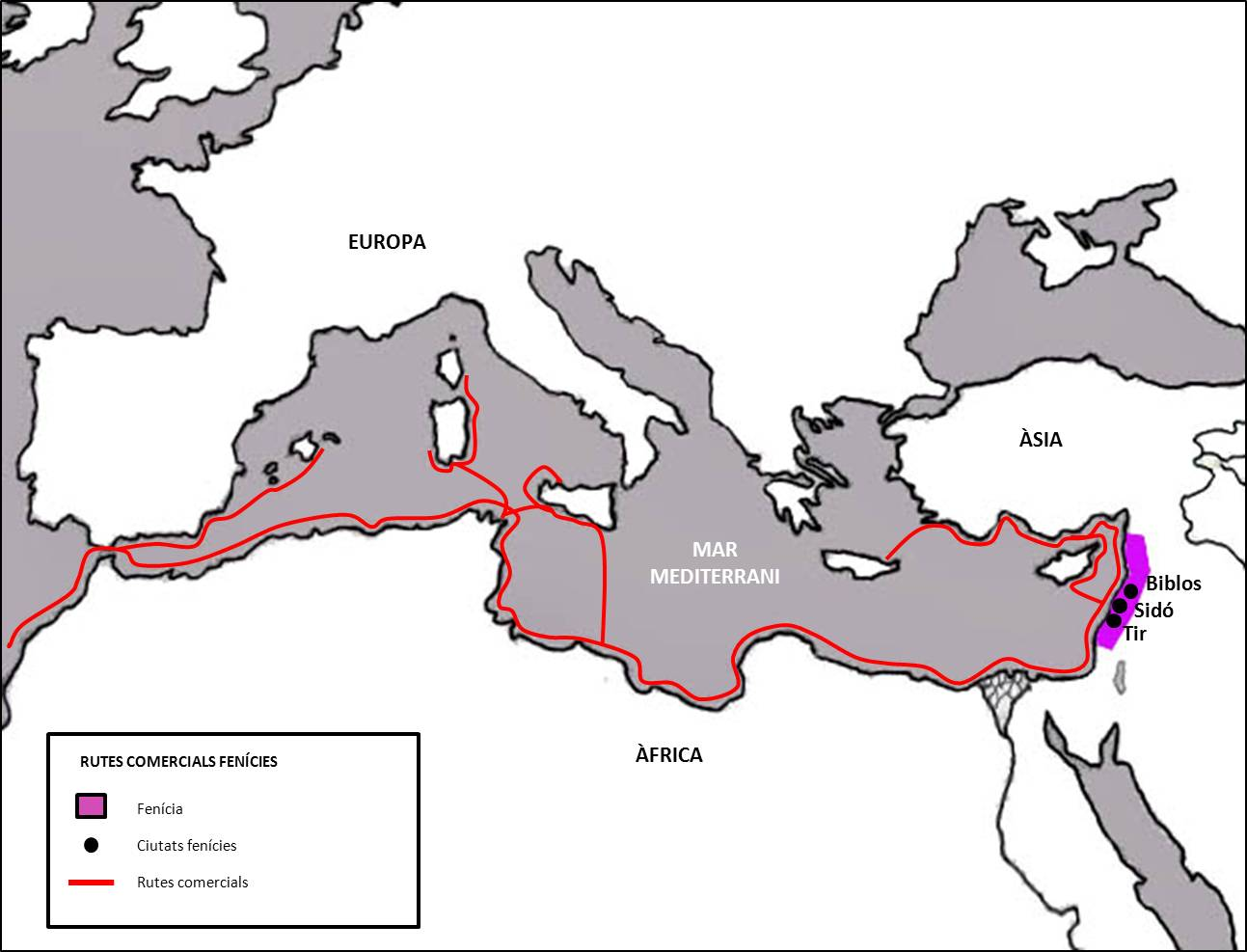
Rutes comercials fenícies

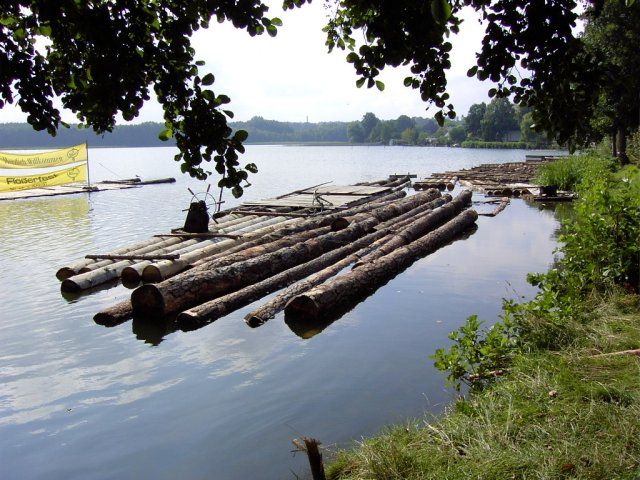
Un rai

La invenció de les embarcacions cal situar-la al Neolític; les primeres naus que van travessar les aigües eren utilitzades per a la caça i la pesca. Al simple tronc, el degueren seguir les embarcacions fetes amb joncs o canyes unides lateralment amb lligams, que anomenem rai. Les piragües més antigues (d'uns 10.000 anys) descobertes a les excavacions arqueològiques van ser tallades amb eines de pedra a partir de troncs d'arbres resinosos. Les carabasses buides i assecades lligades entre elles i a troncs o canyes, van ser un element de flotació utilitzat així com els odres inflats o les cistelles folrades de pell.
Els vaixells capaços de cobrir distàncies més llargues, amb capacitat per transportar càrregues de major pes o volum, amb totes les seves variants, en serien pròpies dels pobles més avançats.
Les embarcacions han estat presents en la vida dels éssers humans des de ben antic: han estat indispensables per al transport i el comerç, la pesca, les guerres i les conquestes, els grans viatges d'exploració, les colonitzacions, la difusió de la cultura, ⁣ dels coneixements i de les malalties.

## Disseny

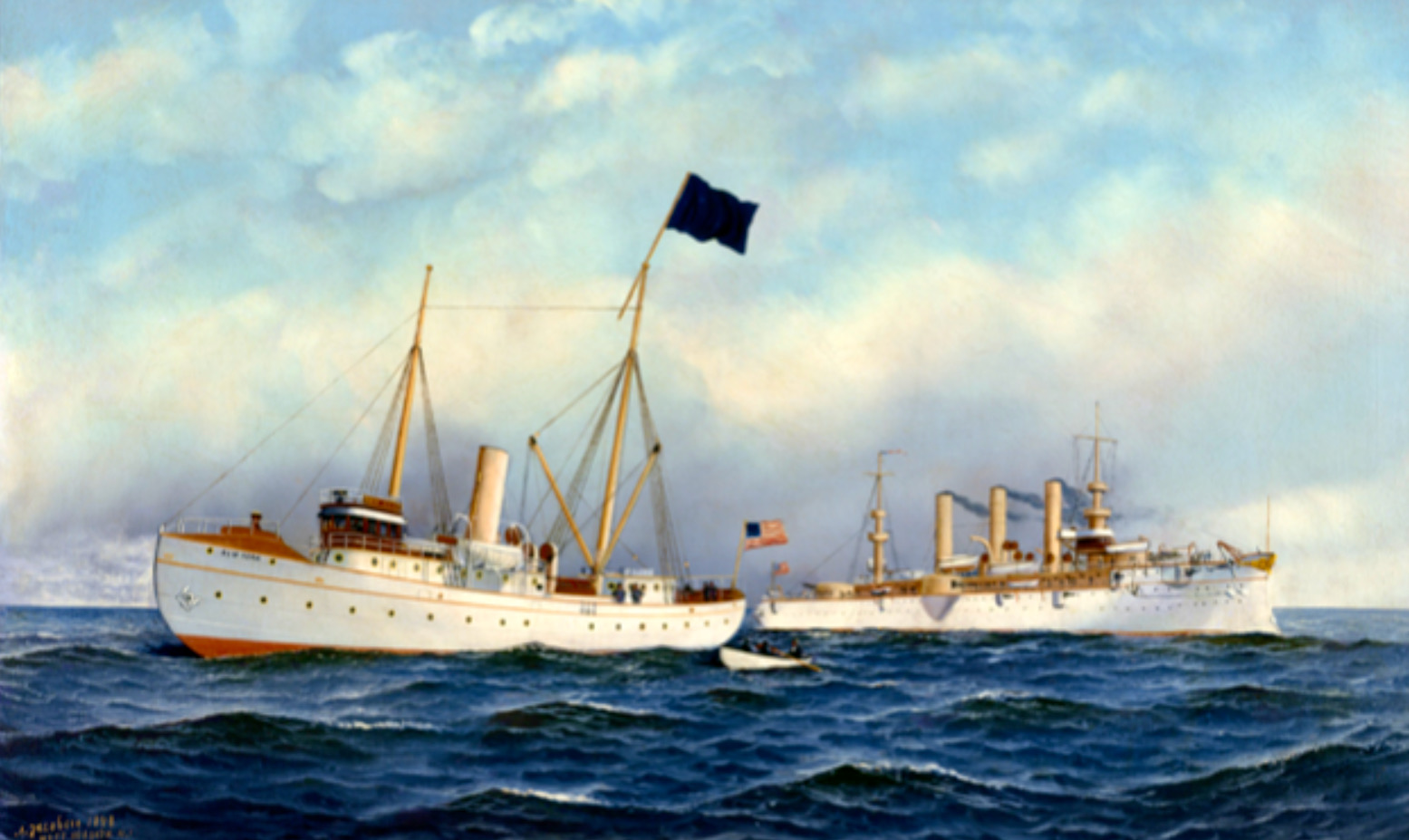
US Cruiser Brooklyn

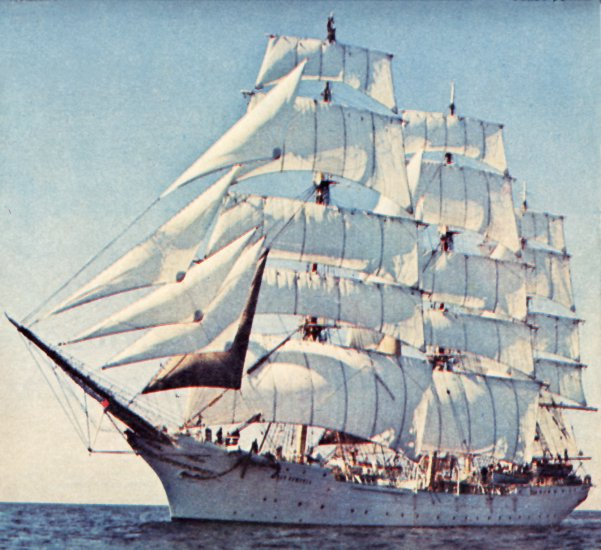
Gran veler

Qualsevol embarcació comprèn una sèrie d'elements constitutius que acostumen a ser-hi presents independentment de la mida que tinguin, com per exemple un buc, ⁣ normalment sòlid, que assegura que pugui surar sobre l'aigua i que de vegades pot ser tancat per la part superior; un sistema de propulsió i, sovint, un sistema direccional. Per tal de no crear resistència per l'aigua l'estructura de qualsevol embarcació té una forma de mitja bala o semblant. També es busca aconseguir un equilibri entre capacitat interna (arqueig), velocitat i navegabilitat. L'arqueig és predominantment una consideració en les operacions de transport i la seguretat és una consideració primordial per als vehicles d'entrenament i esbarjo menys experimentats o, sovint, més petits i menys estables.

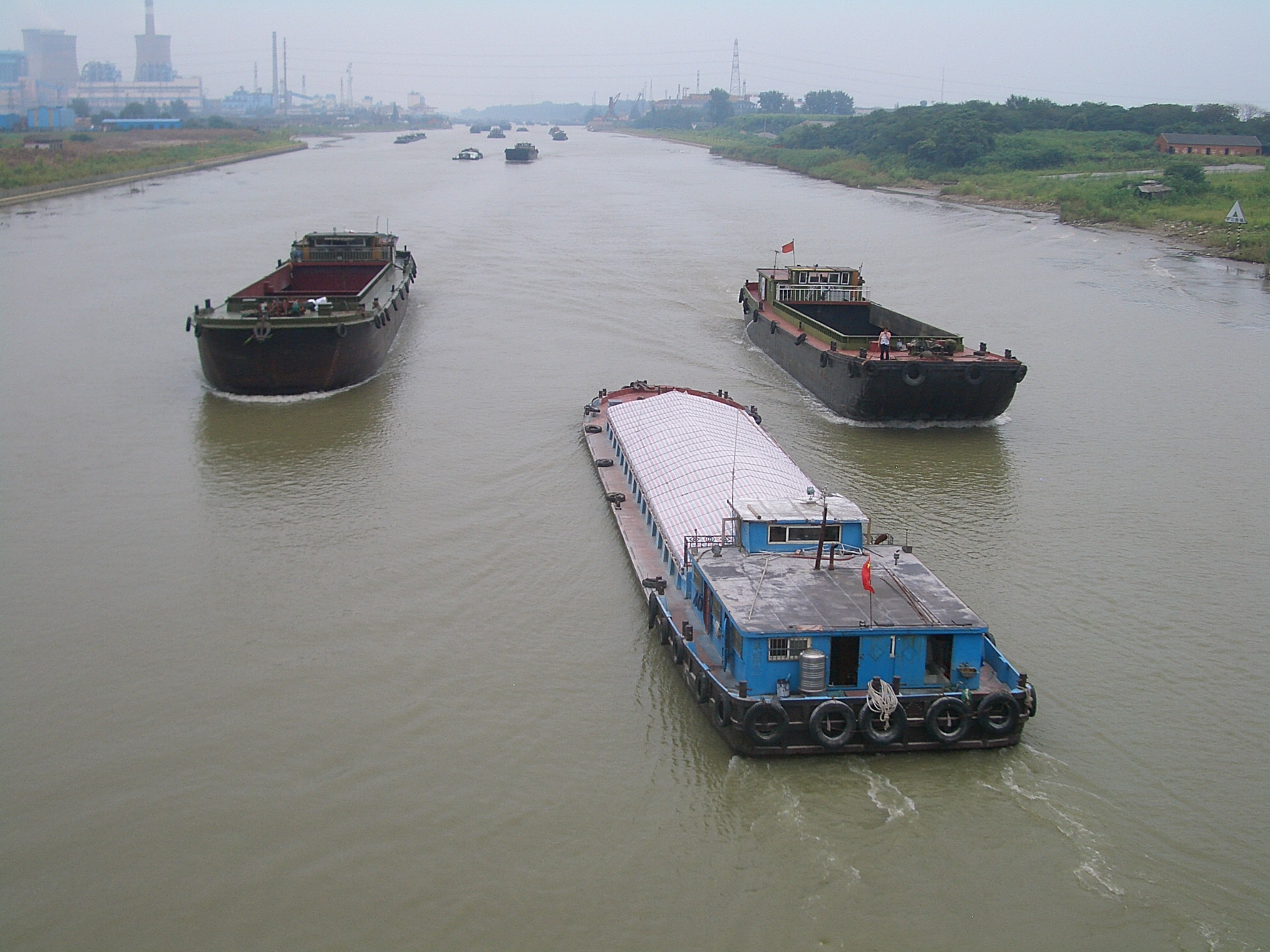
Gavarres al gran canal de la Xina, a Yangzhou

## Materials de construcció

### Materials clàssics
Fins a la meitat del segle xix la majoria d'embarcacions empraven materials naturals : fustes, canyes o joncs, escorça, pells d'animals... Cal esmentar les barques de joncs lligats de l'antic Egipte, les canoes d'escorça de bedoll, els caiacs i els coracles folrats de pell i les canoes fetes a partir d'un tronc buidat (monoxilon). Cadascun dels materials emprats anava associat a un disseny determinat i unes tècniques d'unió que asseguraven el bon funcionament de l'embarcació i unes certes condicions de seguretat.

### Materials industrials
- Ferrociment[16]
- Paper[17][18]
- Construcció composta: estructura de ferro forjat industrial i folre de fusta.[19][20]
- Alumini[21]
- Acer inoxidable[22]
- Titani[23]
- Termoplàstic.
  - Opac.[24]
  - Transparent.[25]
- "Fibra de vidre" (Resines termostàtiques reforçades amb fibres de vidre). Habitualment resina de polièster reforçada amb teixits i feltres de fibra de vidre.[26]
- Resines epoxi reforçades amb kevlar.[27]
- Resines epoxi reforçades amb fibres de carboni.[28]
- Resines
- Fusta emmotllada en fred.[29]
- Contraplacat de fusta.[30]
  - El Patí de vela tradicional tenia els bucs de contraplacat de fusta.[31] I encara se'n construeixen amb aquest sistema. Tot i que hi ha models de construcció mixta.

## Propulsió
Històricament, els vehicles aquàtics han estat propulsats per persones amb pals, o rem, mitjançant la manipulació de veles que s'impulsen per la pressió del vent i/o l'aixecament, i una varietat de maquinària dissenyada que crea una empenta subaquàtica a través del procés de combustió interna o electricitat.
L'evolució tecnològica de les embarcacions a la història europea es pot dividir en referència a la propulsió marina en les següents etapes:
1. Simple embarcació de rems.
2. Galeres de rems des del segle viii aC fins al segle xv,
3. Vela llatina durant l'Era dels Descobriments des de principis del segle xv fins a principis del segle xvii.
4. Vaixells amb aparell complet de l'Era de la Vela des del segle xvi fins a mitjan segle xix.
5. La màquina de vapor marina recíproca de l'Era del Vapor aproximadament entre 1770 i 1914.
6. La turbina de vapor, i més tard turbines de gas i motors de combustió interna que utilitzen combustible dièsel, gasolina i GNL com a combustibles de principis del segle xx.
7. Propulsió nuclear marina des de la dècada de 1950 en algunes embarcacions navals.

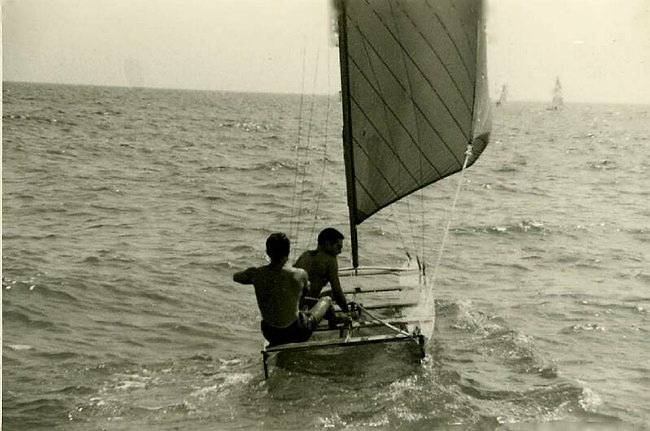
Patí de vela català

El desenvolupament tecnològic actual busca identificar fonts de propulsió més barates, renovables i menys contaminants per a embarcacions de totes les formes i mides.

## Tipus d'embarcacions

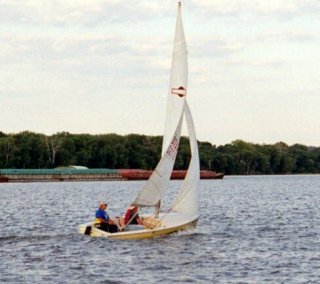
Petit veler

| - Aerolliscador - Balandra - Balandre - Barca - Barcassa - Batiscaf - Bot - Bricbarca - Caiac - Canoa - Canoa polinèsia - Caravel·la - Clíper - Coca - Creuer cuirassat - Creuer lleuger - Cúter - Fragata - Galera - Galiota - Galiassa - Galió - Goleta - Góndola - Gussi | - Iot - Jangada - Lembus - Liburna - Llagut - Llanxa - Lleny - Místic - Optimist - Patí de vela - Petrolier - Piragua - Portaavions - Portacontenidors - Pàmfil - Quetx - Rai - Sloop (balandra) - Tarida - Transatlàntic - Transbordador - Uixer (vaixell) - Veler - Xabec - Zabra |